# FC Zvartnots Ereván
El Zvartnots-AAL Football Club fue un equipo de fútbol de Armenia que alguna vez jugó en la Liga Premier de Armenia, la liga de fútbol más importante del país.

## Historia
Fue fundado en el año 1997 en la capital Ereván como representativo de la Aerolínea Armenia y obtuvo el ascenso a la Liga Premier de Armenia al año siguiente de su creación, donde en poco tiempo se volvieron un equipo contendiente al título de liga, aunque éste nunca lo pudo lograr y lo más cerca que estuvo fue un subcampeonato en 1 ocasión y ha sido finalista del torneo de Copa en 2 ocasiones.
A nivel internacional participó en 1 torneo continental, en la Copa UEFA de 2002/03, donde fue eliminado en la Ronda Preliminar por el NK Primorje de Eslovenia.
En la temporada 2003, el Zvartnots-AAL Football Club junto al FK Armavir, fallaron en el pago de $5000 por el derecho de participación en la Liga Premier de Armenia y abandonó el torneo y luego desapareció.

## Palmarés
- Liga Premier de Armenia: 0
  - Subcampeón: 1

2001
- Copa de Armenia: 0
  - Finalista: 2

2000, 2002

## Participación en competiciones de la UEFA
- Copa UEFA: 1 aparición

2003 - Ronda Preliminar

### Partidos en UEFA
| Temporada | Torneo    | Ronda      | Club        | Ida   | Vuelta |
| --------- | --------- | ---------- | ----------- | ----- | ------ |
| 2002/03   | Copa UEFA | Preliminar | NK Primorje | 1 - 6 | 2 - 0  |

### Récord Europeo
| Torneo    | J | G | E | P | GF | GC |
| --------- | - | - | - | - | -- | -- |
| Copa UEFA | 2 | 1 | 0 | 1 | 3  | 6  |